# I liga 2013-2014
La I liga 2013-2014 è stata la 66ª edizione del secondo livello del campionato polacco di calcio, la sesta sotto il nome di [I liga]. La stagione è iniziata il 27 luglio 2013 e si è conclusa il 7 giugno 2014.
Il GKS Bełchatów e il Górnik Łęczna sono stati promossi in Ekstraklasa. Il Puszcza Niepołomice, il Rybnik e l'Okocimski Brzesko sono stati retrocessi in II liga. A stagione terminata il Kolejarz Stróże è stato dissolto e lo Stomil Olsztyn è stato ripescato.

## Stagione

### Novità
Al termine della I liga 2012-2013 lo Zawisza Bydgoszcz e il KS Cracovia sono stati promossi in Ekstraklasa. Il Warta Poznań, il Polonia Bytom e il ŁKS Łódź sono stati retrocessi in II liga. L'Okocimski Brzesko ha mantenuto la categoria, poiché il Polonia Varsavia, retrocesso dalla Ekstraklasa, non ha soddisfatto i requisiti richiesti dalla PZPN per la I liga.

Dalla Ekstraklasa 2012-2013 è stato retrocesso il GKS Bełchatów. Dalla II liga 2012-2013 sono stati promossi il Puszcza Niepołomice e il Wisła Płock, primi due classificati del girone Est, il Chojniczanka Chojnice e il Rybnik, primi due classificati del girone Ovest.

Prima dell'inizio della stagione il GKS Bogdanka ha cambiato il proprio nome in Górnik Łęczna.

### Formula
Le 18 squadre partecipanti si affrontano due volte in un girone di andata e uno di ritorno per un totale di 34 giornate.

Le prime due classificate sono promosse in Ekstraklasa. Le ultime quattro classificate sono retrocesse in II liga.

## Squadre partecipanti
| Club                  | Città       | Stadio                             | Posizione 2012-2013           |
| --------------------- | ----------- | ---------------------------------- | ----------------------------- |
| Arka Gdynia           | Gdynia      | Stadion MOSiR                      | 5º posto                      |
| Chojniczanka Chojnice | Chojnice    | Stadion Miejski Chojniczanka 1930  | 2º posto in II liga Ovest     |
| Dolcan Ząbki          | Ząbki       | Stadion Dolcanu                    | 7º posto                      |
| Flota Świnoujście     | Świnoujście | Stadion OSiR Wyspiarz              | 4º posto                      |
| GKS Bełchatów         | Bełchatów   | Stadion GKS Bełchatów              | 16º posto in Ekstraklasa      |
| GKS Katowice          | Katowice    | Stadion GKS Katowice               | 10º posto                     |
| GKS Tychy             | Tychy       | Stadion Miejski (gioca a Jaworzno) | 6º posto                      |
| Górnik Łęczna         | Łęczna      | Stadion Górnika Łęczna             | 12º posto (come GKS Bogdanka) |
| Kolejarz Stróże       | Stróże      | Stadion Kolejarza Stróże           | 11º posto                     |
| Miedź Legnica         | Legnica     | Stadion im. Orła Białego           | 8º posto                      |
| Nieciecza             | Nieciecza   | Stadion Termaliki Bruk-Bet         | 3º posto                      |
| Okocimski Brzesko     | Brzesko     | Stadion Okocimskiego KS            | 15º posto                     |
| Olimpia Grudziądz     | Grudziądz   | Stadion Miejski w Grudziądzu       | 9º posto                      |
| Puszcza Niepołomice   | Niepołomice | Stadion Miejski                    | 1º posto in II liga Est       |
| Rybnik                | Rybnik      | Stadion MOSiR                      | 1º posto in II liga Ovest     |
| Sandecja Nowy Sącz    | Nowy Sącz   | Stadion im. Ojca W. Augustynka     | 14º posto                     |
| Stomil Olsztyn        | Olsztyn     | Stadion OSiR                       | 13º posto                     |
| Wisła Płock           | Płock       | Stadion im. Kazimierza Górskiego   | 2º posto in II liga Est       |

## Classifica finale
|  | Pos. | Squadra               | Pt | G  | V  | N  | P  | GF | GS | DR  |
|  | ---- | --------------------- | -- | -- | -- | -- | -- | -- | -- | --- |
|  | 1.   | GKS Bełchatów         | 63 | 34 | 18 | 9  | 7  | 50 | 27 | +23 |
|  | 2.   | Górnik Łęczna         | 61 | 34 | 17 | 10 | 7  | 45 | 27 | +18 |
|  | 3.   | Dolcan Ząbki          | 55 | 34 | 15 | 10 | 9  | 60 | 39 | +21 |
|  | 4.   | Arka Gdynia           | 54 | 34 | 15 | 9  | 10 | 53 | 40 | +13 |
|  | 5.   | Nieciecza             | 53 | 34 | 14 | 11 | 9  | 42 | 33 | +9  |
|  | 6.   | Olimpia Grudziądz     | 53 | 34 | 16 | 5  | 13 | 38 | 39 | -1  |
|  | 7.   | Wisła Płock           | 52 | 34 | 14 | 10 | 10 | 37 | 33 | +4  |
|  | 8.   | GKS Katowice          | 46 | 34 | 11 | 13 | 10 | 44 | 45 | -1  |
|  | 9.   | Sandecja Nowy Sącz    | 44 | 34 | 11 | 11 | 12 | 29 | 40 | -11 |
|  | 10.  | Miedź Legnica         | 44 | 34 | 11 | 11 | 12 | 42 | 37 | +5  |
|  | 11.  | Kolejarz Stróże       | 44 | 34 | 12 | 8  | 14 | 36 | 38 | -2  |
|  | 12.  | Flota Świnoujście     | 42 | 34 | 10 | 12 | 12 | 29 | 34 | -5  |
|  | 13.  | GKS Tychy             | 41 | 34 | 10 | 11 | 13 | 39 | 48 | -9  |
|  | 14.  | Chojniczanka Chojnice | 41 | 34 | 9  | 14 | 11 | 35 | 33 | +2  |
|  | 15.  | Stomil Olsztyn        | 41 | 34 | 10 | 11 | 13 | 38 | 42 | -4  |
|  | 16.  | Puszcza Niepołomice   | 33 | 34 | 8  | 9  | 17 | 37 | 56 | -19 |
|  | 17.  | Rybnik                | 33 | 34 | 6  | 15 | 13 | 42 | 52 | -10 |
|  | 18.  | Okocimski Brzesko     | 23 | 34 | 4  | 11 | 19 | 18 | 51 | -33 |

Legenda:

      Promossa in Ekstraklasa 2014-2015

      Retrocesse in II liga 2014-2015

Tre punti a vittoria, uno a pareggio, zero a sconfitta.
La classifica viene stilata secondo i seguenti criteri:
- Punti conquistati
- Punti conquistati negli scontri diretti
- Differenza reti negli scontri diretti
- Reti realizzate negli scontri diretti
- Goal fuori casa negli scontri diretti (solo tra due squadre)
- Differenza reti generale
- Reti totali realizzate
- Fair-play ranking

## Statistiche

### Classifica marcatori
| Gol |  |  | Giocatore            | Squadra             |
| --- |  |  | -------------------- | ------------------- |
| 21  |  |  | Dariusz Zjawiński    | Dolcan Ząbki        |
| 15  |  |  | Michał Mak           | GKS Bełchatów       |
| 13  |  |  | Grzegorz Piesio      | Dolcan Ząbki        |
| 12  |  |  | Arkadiusz Aleksander | Arka Gdynia         |
| 11  |  |  | Idrissa Cissé        | Rybnik              |
| 11  |  |  | Daniel Feruga        | Rybnik              |
| 11  |  |  | Łukasz Nowak         | Puszcza Niepołomice |
| 11  |  |  | Paweł Smółka         | GKS Tychy           |

## Verdetti finali
- GKS Bełchatów e Górnik Łęczna promossi in Ekstraklasa 2014-2015.
- Puszcza Niepołomice, Rybnik e Okocimski Brzesko retrocessi in II liga 2014-2015.
- Kolejarz Stróże dissolto a stagione terminata.